# Thibaudia macrocalyx
Thibaudia macrocalyx är en ljungväxtart som beskrevs av Esprit Alexandre Remy. Thibaudia macrocalyx ingår i släktet Thibaudia och familjen ljungväxter. Inga underarter finns listade i Catalogue of Life.